# Исследования на баллистической трассе
Иссле́дования на баллисти́ческой тра́ссе (также — аэробаллисти́ческий экспериме́нт) — аэродинамический эксперимент, при котором модель выстреливается и находится после этого в свободном полёте, в отличие от эксперимента в аэродинамических трубах, где модель закреплена на поддерживающих устройствах в рабочей части трубы.
Основное преимущество аэробаллистического эксперимента для исследования полета с гиперзвуковыми скоростями состоит в возможности моделирования реальных температур (энтальпий) торможения, поскольку при гиперзвуковых скоростях температура торможения становится столь же важным параметром моделирования.
К недостаткам метода необходимо отнести следующее. После каждого выстрела модель обычно разрушается, а желаемое положение углов модели в пространстве задается более сложным образом, чем в трубах. Силы и моменты, действующие на модель, определяются расчётным путём по данным траекторных измерений.
В аэробаллистическом эксперименте определяются изменяющиеся во времени траекторные параметры исследуемой модели. Силы, действующие на модель, рассчитываются с помощью выражений, связывающих характеристики движения с аэродинамическими характеристиками. Таким образом, с помощью этого метода решается первая задача динамики, когда по заданному движению определяются силы, действующие на модель. Получив значения аэродинамических сил, можно перейти к решению второй задачи динамики — к поиску движения самого объекта.